# ウェイン・バーンズ
ウェイン・バーンズ（Wayne Barnes、1979年4月20日 - ）は、イングランドのラグビーユニオンレフリー（審判員）。イングランド・ブリーム出身。

## 略歴
8歳からラグビーを始めて、15歳の時レフリーになる。
2005年、イングランドラグビー協会のプロレフリーになる。
その後2007年、2007年W杯の担当レフリーになって現在も継続中。

## 受賞歴
- ワールドラグビー最優秀レフリー賞:2019年[5]